# Bitwa pod Bandiradley
Bitwa pod Bandiradley – starcie, które rozpoczęło się 23 grudnia 2006 roku, kiedy połączone wojska Etiopii i Puntlandu (przy wsparciu miejscowego „pana wojny” Abdiego Qeybdida), zaatakowało miasto Bandiradley, bronione przez siły Unii Trybunałów Islamskich (UTI).
W wyniku walk islamiści zostali wyparci z Bandiradley i zepchnięci 25 grudnia w kierunku południowej granicy w rejonie Adado, leżącej w samozwańczym państwie Galmudug.

## Geneza konfliktu
Korzenie konfliktu sięgają wojny domowej w Somalii. Prowincje Galgadud i Mudug ogłosiły secesję oraz utworzenie samozwańczego państwa Galmudug. Nowe państwo leżało na obszarach granicznych Puntlandu i terytoriów zajętych przez Unię Trybunałów Islamskich, mimo starań lokalnych liderów o stworzenie autonomicznego obszaru; z biegiem czasu siły Galmudugu zostały zmuszone do wzięcia udziału w wojnie po stronie wojsk Puntlandu oraz Etiopii.
Interwencja w rejonie była w dużej mierze spowodowana poczuciem zagrożenia Etiopii ze strony zyskujących znaczenie i siły islamistów, tym bardziej, iż Unia Trybunałów Islamskich otwarcie proklamowała ideę „Większej Somalii” przewidującej m.in. przyłączenie do Somali Ogadenu. Dodatkowym bodźcem była Erytrea, oskarżona o wspieranie materialnie islamistów, choć fakt ten nigdy nie został do końca udowodniony.
Przy wsparciu USA, Etiopia przeprowadziła zbrojną interwencje na terytorium Somalii, która była skierowana przeciwko faktycznie panującym tam i kontrolującym stolicę fundamentalistom islamskim.

### Przed interwencją Etiopii
Granice prowincji Galgadud i Mudug były przedmiotem sporu z Etiopią, nieporozumienia doprowadziły do starć wzdłuż granicy w sierpniu 1982 roku. Miasta Ballanballe i Goldogub były okupowane, aż do czerwca 1988 roku, kiedy wojska Etiopskie wycofały się na odległość 14 km od spornych granic, wtedy też miasta ponownie powróciły do Somalii.
W dniach 7 marca–8 marca 1999 roku, Etiopia przeprowadziła akcje zbrojną w rejonie transgranicznym. Zaatakowano osadę Ballanballe, w celu pochwycenia członków zbrojnej organizacji islamskiej Al-Itihaad al-Islamiya (AIAI), która była podejrzewana o porwania obywateli Etiopii oraz grabież środków medycznych. W międzyczasie Etiopia oskarżała także Erytrea o wspieranie somalijskich watażków.

## Preludium bitwy
W dniu 14 sierpnia, lokalni przywódcy plemienni, przeciwni UTI, jak i również pragnący niezależności od Puntlandu, powołali Etiopsko-Puntladzką milicję plemienną. Dowódcą milicji został płk. Abdieg Qeybdid.
Dnia 12 listopada, UTI odbiło miasto Bandiradley z rąk milicji.
W dniu 13 listopada, prezydent Puntlandu, generał Mohamud Muse Hersi osobiście doprowadził do skonfiskowania 50 wozów technicznych przeznaczonych dla islamistów.
26 listopada znaczne siły UTI zostały rozmieszczone w okolicy osady Abudwaq, w odległości 15 km od granicy z Etiopią.
Dnia 28 listopada, etiopskie siły w Galkayo, zostały oszacowane na 500 żołnierzy, ponad 100 pojazdów, w tym w czołgi. Nie doszło do wymiany ognia pomiędzy stronami. Tego samego dnia UTI zorganizowała rajd, pod dowództwem Szejka Sharifa Sheikh Ahmeda w kierunku Bandiradley.
W dniu 1 grudnia, w Galkayo aresztowanych zostało 9 duchownych związanych z UTI.
W dniach 7 grudnia – 8 grudnia milicja plemienna dowodzona przez „pana wojny”, pułkownika Abdiego Qeybdida, wzięła udział w starciach z UTI w pobliżu Bandiradley oraz Galkayo. Setki żołnierzy Etiopii towarzyszące siłą Puntlandu zajęły pozycje w pobliżu obydwu miast.
Nastąpiło nieformalne zawieszenie akcji zbrojnych, aż do ogólnego wybuchu działań wojennych w dniu 20 grudnia.
Dnia 19 grudnia, 18 pojazdów technicznych wraz z dużą liczbą piechoty etiopskich przybyło jako wsparcie do osady Ballanballe, w celu wzmocnienia wojsk już stacjonujących w mieście. W przededniu bitwy, tj. 22 grudnia, wojska Etiopii wycofały się z Ballanballe, gdzie stacjonowały przez ostatnie trzy miesiące. Było to spowodowane protestem liderów plemiennych, którzy nie życzyli sobie prowadzenia walk między UTI a Etiopią w ich mieście.

## Bitwa
W dniu 23 grudnia, 500 żołnierzy oraz 8 etiopskich czołgów wyruszyło w kierunku Bandiradle.
Dnia 24 grudnia, etiopskie samoloty uderzyły na Bandiradley. Obie strony rozpoczęły wzajemny ostrzał artyleryjski.
Dnia 25 grudnia, siły UTI zestrzeliły etiopski helikopter transportowy.
Tego samego dnia bojownicy islamscy wycofali się z zajmowanych pozycji. Skierowali się do osady Adado w prowincji Galgadud, którą następnego dnia opuściły.